# Conostigmus flavibasalis
Conostigmus flavibasalis är en stekelart som beskrevs av Alan Parkhurst Dodd 1915. Conostigmus flavibasalis ingår i släktet Conostigmus och familjen trefåresteklar. Inga underarter finns listade i Catalogue of Life.